# Vertige
Vertige és una pel·lícula canadenca, dirigida per Jean Beaudin i estrenada el 1969 Considerada un examen de la cultura juvenil a l'època, la pel·lícula utilitza tècniques de psicodèlia per representar a joves que busquen escapar de manera hedonista en l'activitat sexual i el consum de drogues.
La pel·lícula va guanyar el Canadian Film Award al Millor pel·lícula de més de 30 minuts als 21ns Canadian Film Awards el 1969, i Serge Garant va rebre un premi especial per la banda sonora de la pel·lícula.
El 2012, el cineasta experimental Marc Campbell va llançar un retall de Vertige, substituint la banda sonora original de Garant per una versió radicalment alentida de la cançó de The Beatles "I Am the Walrus".